# يوهان جاليكويو
يوهان جاليكويو (بالإسبانية: John Galliquio)‏ (1 ديسمبر 1979 ببيسكو، بيرو في بيرو - ) هو لاعب كرة قدم بيروفي في مركزي الدفاع وقلب الدفاع. شارك مع منتخب بيرو لكرة القدم. أما مع النوادي، فقد لعب مع الجامعي دي بيرو ودينامو بوخارست وكروز آزول ونادي راسينغ ونادي سبورتينغ كريستال وU América FC ‏ وإستيودانتس دي مديسيني ‏ ونادي ميلغار أريكيبا وClub Deportivo Universidad de San Martín de Porres ‏ وLeón de Huánuco ‏.

## وصلات خارجية
- يوهان جاليكويو على موقع الاتحاد الدولي (مؤرشف)  (الإنجليزية)
- يوهان جاليكويو على موقع قاعدة بيانات كرة القدم.إي يو (الإنجليزية)
- يوهان جاليكويو على موقع ناشيونال فوتبول تيمز (الإنجليزية)
- يوهان جاليكويو على موقع Soccerway.com (الإنجليزية)
- يوهان جاليكويو على موقع عالم كرة القدم.نت (الإنجليزية)